# Armorial des communes d'Ille-et-Vilaine
- il comporte peu ou pas de sources.
- il reste des blasons à dessiner dans cet armorial.
- certaines figures sont encore dans un format bitmap et doivent être vectorisées.

Cette page dresse l'ensemble des armoiries (figures et blasonnements) des communes d'Ille-et-Vilaine disposant à ce jour d'un blason. Les armes héraldiquement fautives sont représentées, mais les pseudo-blasons (Marpiré, Roz-Landrieu et Saint-Léger-des-Prés) et les villes n'ayant pas d'armoiries connues ne le sont pas.
- Haut – A
- B
- C
- D
- E
- F
- G
- H
- I
- J
- K
- L
- M
- N
- O
- P
- Q
- R
- S
- T
- U
- V
- W
- X
- Y
- Z

(11 dessin(s) en attente : AACCDLMTTVV)

## A
| Blason de Acigné | Blason  | D'hermine à la fasce de gueules chargée de trois fleurs de lys d'or,. |
| Blason de Acigné | Détails | Le statut officiel du blason reste à déterminer.                      |

| Blason de Antrain | Blason  | Tiercé en pal d'azur, d'argent, et de gueules ; au chef d'hermine. |
| Blason de Antrain | Détails | Le statut officiel du blason reste à déterminer.                   |

| Blason de Argentré-du-Plessis | Blason  | D'argent à la croix pattée d'azur.               |
| Blason de Argentré-du-Plessis | Détails | Le statut officiel du blason reste à déterminer. |

| Blason à dessiner | Blason  | Écartelé: aux 1er et 4e de gueules à quatre fusées d'argent accolées en fasce et accompagnées de six besants du même rangés en fasce entre les pointes, trois en chef et trois en pointe, aux 2e et 3e d'or à trois cœurs de gueules rangés en barre. |
| Blason à dessiner | Détails | Le statut officiel du blason reste à déterminer. |
| Blason à dessiner | Alias   | D'azur à trois mondes d'or,. |

| Blason à dessiner | Blason  | D'argent à l'arbre de sinople soutenu d'une rivière du champ, agitée de sable, sommée d'un filet ondé de sinople et mouvant de la pointe; au chef abaissé de sinople, chargé d'une pomme feuillée d'argent accostée de deux angemmes du même boutonnées de sinople, surmonté de vingt-et-une mouchetures d'hermine de sable. |
| Blason à dessiner | Détails | Le statut officiel du blason reste à déterminer. |

Pas d'information pour les communes suivantes : Amanlis, Andouillé-Neuville, Arbrissel
- Haut – A
- B
- C
- D
- E
- F
- G
- H
- I
- J
- K
- L
- M
- N
- O
- P
- Q
- R
- S
- T
- U
- V
- W
- X
- Y
- Z

## B
| Blason de Baguer-Morvan | Blason  | D'azur à un casque d'or taré de profil, au chef du même chargé de trois pommes de pin de sinople. |
| Blason de Baguer-Morvan | Détails | Le statut officiel du blason reste à déterminer.                                                  |

| Blason de Bain-de-Bretagne | Blason  | Losangé d'argent et de gueules,.                 |
| Blason de Bain-de-Bretagne | Détails | Le statut officiel du blason reste à déterminer. |

| Blason de Bains-sur-Oust | Blason  | De gueules au pal d'hermine accosté de deux haches adossées d'or, au chef cousu d'azur chargé de trois étoiles d'argent.                                       |
| Blason de Bains-sur-Oust | Détails | * Il y a là non-respect de la règle de contrariété des couleurs : ces armes sont fautives (azur sur gueules). Le statut officiel du blason reste à déterminer. |

| Blason de Bais | Blason  | D'azur à trois besants d'argent, à la bordure componée de sable et d’argent de seize pièces, les pièces de sable chargées d'une croisette pattée d'or, les pièces d'argent chargées d'une croisette potencée de sable accompagnée de vingt-trois petits tourteaux du même ordonnés en orle. |
| Blason de Bais | Détails | Le statut officiel du blason reste à déterminer. |

| Blason de Balazé | Blason  | D'or au lion de sable accompagné de trois billettes du même. |
| Blason de Balazé | Détails | Le statut officiel du blason reste à déterminer.             |

| Blason de Baulon | Blason  | De vair au sautoir de gueules,.                  |
| Blason de Baulon | Détails | Le statut officiel du blason reste à déterminer. |

| Blason de Bazouge-du-Désert (La) | Blason  | D'azur à trois souches d'arbre arrachées d'or, surmontées d'une cigogne contournée du même. |
| Blason de Bazouge-du-Désert (La) | Détails | Le statut officiel du blason reste à déterminer.                                            |

| Blason de Bazouges-la-Pérouse | Blason  | D'argent à trois arbres de sinople, au chef de France. |
| Blason de Bazouges-la-Pérouse | Détails | Le statut officiel du blason reste à déterminer.       |

| Blason de Bazouges-sous-Hédé | Blason  | De sable à la croix engrêlée d'or. |
| Blason de Bazouges-sous-Hédé | Détails | Blason de la famille de Bintin, dont les émaux sont inversés. La commune résulte de la fusion de Bazouges et d'Hédé, opérée en 1973. Le statut officiel du blason reste à déterminer. |

| Blason de Beaucé | Blason  | D'argent à l'aigle de sable becquée et membrée de gueules, à la cotice d'or brochant sur le tout.. |
| Blason de Beaucé | Détails | Le statut officiel du blason reste à déterminer.                                                   |

| Blason de Bécherel | Blason  | De gueules à la croix ancrée d’argent chargée de cinq mouchetures d’hermine de sable,. |
| Blason de Bécherel | Détails | Le statut officiel du blason reste à déterminer.                                       |

| Blason de Bédée | Blason  | D'argent à trois rencontres de cerf de gueules.  |
| Blason de Bédée | Détails | Le statut officiel du blason reste à déterminer. |

| Blason de Betton | Blason  | D'or à la croix potencée alésée de sable, cantonnée de quatre mouchetures d'hermine du même. |
| Blason de Betton | Détails | Le statut officiel du blason reste à déterminer.                                             |

| Blason de Bléruais | Blason  | De sable à une épée renversée d’argent, accompagnée de trois étoiles du même. |
| Blason de Bléruais | Détails | Le statut officiel du blason reste à déterminer.                              |

| Blason de Bouëxière (La) | Blason  | D'azur à un pont de sept arches en arc brisé d'argent, maçonné de sable, soutenu d'une divise aussi d'argent, laquelle est accompagnée en pointe d'une tierce ondée du même, le pont sommé à dextre d’un chien assis contourné et à senestre d'un lion assis, le tout d'or soutenant un écusson d'argent à la croix de sable. |
| Blason de Bouëxière (La) | Détails | Le statut officiel du blason reste à déterminer. |

| Blason de Bourg-des-Comptes | Blason  | D'azur à un agneau pascal regardant d'argent portant sa croix de gueules en barre, au chef d'or chargé d’un cœur de gueules percé d'une flèche du même posée en bande. |
| Blason de Bourg-des-Comptes | Détails | Selon les sources les couleurs et positions changent. Le statut officiel du blason reste à déterminer.                                                                 |

| Blason de Bourgbarré | Blason  | D'azur à trois chevrons d'or, à deux clés adossées, les anneaux liés par une chaîne d'argent, accompagnées en chef, à dextre et à senestre, et en abîme de trois besants d'or, et en chef au centre et en pointe de trois fers de flèche d'argent ; au chef d'argent chargé d'un lion léopardé de gueules. |
| Blason de Bourgbarré | Détails | Conflit héraldique : le blasonnement évoque "trois fers de flèche" ; le dessin n'en montre que deux. Le statut officiel du blason reste à déterminer. |

| Blason de Boussac (La) | Blason  | D'argent fretté de dix pièces de sinople.        |
| Blason de Boussac (La) | Détails | Le statut officiel du blason reste à déterminer. |

| Blason de Bréal-sous-Montfort | Blason  | Écartelé d'or à un dauphin d'azur, allumé et oreillé d'argent, et d'hermine plain. |
| Blason de Bréal-sous-Montfort | Détails | Le statut officiel du blason reste à déterminer.                                   |

| Blason de Breteil | Blason  | D'azur à une hure de sanglier de sable*, allumée et défendue d'argent, accompagnée de trois gerbes de blé d'or, liées aussi de sable. |
| Blason de Breteil | Détails | * Il y a là non-respect de la règle de contrariété des couleurs : ces armes sont fautives (sable sur azur).                           |

| Blason de Brie | Blason  | D'argent aux trois fasces crénelées de sable.    |
| Blason de Brie | Détails | Le statut officiel du blason reste à déterminer. |

| Blason de Brielles | Blason  | D'azur à la Sainte Vierge d'or tenant l'enfant Jésus du même. |
| Blason de Brielles | Détails | Le statut officiel du blason reste à déterminer.              |

| Blason de Broualan | Blason  | D'or au croissant de vair ; au chef de gueules chargé de quatre fusées accolées d'argent. |
| Blason de Broualan | Détails | Le statut officiel du blason reste à déterminer.                                          |

| Blason de Bruz | Blason  | Taillé ondé de gueules à une branche de bruyère fleurie au naturel posée en barre, et de sable à la croix de guerre 1939-1945 avec étoile de vermeil, une barre diminuée ondée d'azur* brochant sur la partition, au chef d'hermine. |
| Blason de Bruz | Détails | * Il y a là non-respect de la règle de contrariété des couleurs : ces armes sont fautives (azur sur gueules et sable). Le statut officiel du blason reste à déterminer.                                                              |

Pas d'information pour les communes suivantes : Baguer-Pican, Baillé, La Baussaine, Billé, Boisgervilly, Boistrudan, Bonnemain, La Bosse-de-Bretagne, Bovel, Bréal-sous-Vitré, Brécé, Bruc-sur-Aff, Les Brulais
- Haut – A
- B
- C
- D
- E
- F
- G
- H
- I
- J
- K
- L
- M
- N
- O
- P
- Q
- R
- S
- T
- U
- V
- W
- X
- Y
- Z

## C
| Blason de Cancale | Blason  | D'azur à une bisquine de sable habillée d'argent, voguant sur des ondes de sinople mouvant de la pointe, accompagnée de douze huîtres d'or ordonnées en orle, brochant sur le tout, au franc-canton d'argent chargé d'une aigle bicéphale de sable becquée et membrée de gueules. |
| Blason de Cancale | Détails | * Il y a là non-respect de la règle de contrariété des couleurs : ces armes sont fautives (sinople sur azur). Le statut officiel du blason reste à déterminer. |

| Blason de Cardroc | Blason  | Parti de sable à l'aigle d'argent, et d'azur à trois épis de blé d'or. |
| Blason de Cardroc | Détails | Le statut officiel du blason reste à déterminer.                       |

| Blason de Cesson-Sévigné | Blason  | De gueules au chevron d'argent accompagné de trois billettes du même. |
| Blason de Cesson-Sévigné | Détails | Le statut officiel du blason reste à déterminer.                      |

| Blason de Champeaux | Blason  | D'or à deux jumelles d'azur surmontées d'un lambel de gueules. |
| Blason de Champeaux | Détails | Le statut officiel du blason reste à déterminer.               |

| Blason de Chapelle-des-Fougeretz (La) | Blason  | D'argent à la bande d'azur chargée de quatre besants d'or. |
| Blason de Chapelle-des-Fougeretz (La) | Détails | Le statut officiel du blason reste à déterminer.           |

| Blason de Chapelle-du-Lou (La) | Blason  | D'azur à une fleur de lys d'or accompagnée de trois coquilles du même. |
| Blason de Chapelle-du-Lou (La) | Détails | Le statut officiel du blason reste à déterminer.                       |

| Blason de Chapelle-Thouarault (La) | Blason  | D'or à un portail d'église d'argent mouvant de la pointe, maçonné et ouvert de sable, pavillonné d'azur et sommé du clocher de l'église du lieu aussi d'argent, maçonné aussi de sable et couvert d'azur, à la bordure de gueules frettée d'argent. |
| Blason de Chapelle-Thouarault (La) | Détails | Création de 1978. Présenté sur le site officiel de la commune. Le statut officiel du blason reste à déterminer. |

| Blason de Chartres-de-Bretagne | Blason  | Écartelé, aux 1er et 4e d'argent à trois jumelles en bande de gueules, au 2d de sinople à un pot d'or, au 3e de sinople à une roue dentée d'argent. |
| Blason de Chartres-de-Bretagne | Détails | Le statut officiel du blason reste à déterminer. |

| Blason de Chasné-sur-Illet | Blason  | Parti d'azur et d'or au lion brochant de l'un en l'autre . |
| Blason de Chasné-sur-Illet | Détails | Le statut officiel du blason reste à déterminer.           |

| Blason de Châteaubourg | Blason  | D'azur au chevron d'or chargé de trois annelets de gueules, accompagné en chef à dextre d'une tête de lion arrachée du second, lampassée et dentée du troisième, en chef à senestre d'une tête de loup arrachée du second, en pointe d'un château du même ouvert du champ. |
| Blason de Châteaubourg | Détails | Le statut officiel du blason reste à déterminer. |

| Blason de Châteaugiron | Blason  | D'or au chef d'azur.                             |
| Blason de Châteaugiron | Détails | Le statut officiel du blason reste à déterminer. |

| Blason de Châteauneuf-d'Ille-et-Vilaine | Blason  | De gueules à la couronne ducale d'or; au chef d'argent chargé de cinq mouchetures d'hermine de sable. |
| Blason de Châteauneuf-d'Ille-et-Vilaine | Détails | Le statut officiel du blason reste à déterminer.                                                      |
| Blason de Châteauneuf-d'Ille-et-Vilaine | Alias   | D'argent aux trois pals de gueules, au chef d'azur chargé de deux quintefeuilles du champ.            |

| Blason de Châtellier (Le) | Blason  | D'azur à la fasce d'argent, accompagnée de trois fleurs de lys d'or. |
| Blason de Châtellier (Le) | Détails | Le statut officiel du blason reste à déterminer.                     |

| Blason de Châtillon-en-Vendelais | Blason  | De gueules à un château de trois tours d'or.     |
| Blason de Châtillon-en-Vendelais | Détails | Le statut officiel du blason reste à déterminer. |

| Blason de Châtillon-sur-Seiche | Blason  | De gueules à deux taureaux effarouchés affrontés de sable*, accornés et onglés d'or, soutenant une crosse du même, à laquelle ils sont liés au col par une chaîne du même. |
| Blason de Châtillon-sur-Seiche | Détails | * Il y a là non-respect de la règle de contrariété des couleurs : ces armes sont fautives (sable sur gueules).                                                             |

| Blason de Chauvigné | Blason  | D’or à la fasce fuselée de quatre pièces de sable ; au chef d’argent chargé de trois mouchetures d’hermine de sable.                                        |
| Blason de Chauvigné | Détails | * Il y a là non-respect de la règle de contrariété des couleurs : ces armes sont fautives (argent sur or). Le statut officiel du blason reste à déterminer. |

| Blason à dessiner | Blason  | D'azur au poisson contourné d'argent nageant en barre; au chef d'argent chargé d'un char à voile de sable habillé d'azur accosté de deux moulins à vent d'argent vus de l'arrière, ailés d'azur. |
| Blason à dessiner | Détails | Le statut officiel du blason reste à déterminer. |
| Blason à dessiner | Alias   | D'argent au lion de sable. |

| Blason de Chevaigné | Blason  | Mi-parti d'azur à trois têtes de lévrier d'argent colletées de gueules, et d’argent à la croix ancrée gringolée d'azur. |
| Blason de Chevaigné | Détails | Le statut officiel du blason reste à déterminer.                                                                        |

| Blason de Clayes | Blason  | D'or à l'arbre arraché au naturel. |
| Blason de Clayes | Détails | Adopté par la municipalité.        |

| Blason de Coësmes | Blason  | De gueules fretté d'hermine.                                                                                        |
| Blason de Coësmes | Détails | Différences entre dessin et blasonnement : hermine ou moucheture?. Le statut officiel du blason reste à déterminer. |

| Blason de Coglès | Blason  | D'argent à un loup courant à la queue fourchée de sable. |
| Blason de Coglès | Détails | Le statut officiel du blason reste à déterminer.         |

| Blason de Combourg | Blason  | Écartelé d’argent et de gueules.                 |
| Blason de Combourg | Détails | Le statut officiel du blason reste à déterminer. |

| Blason de Cornillé | Blason  | D'argent à trois corneilles de sable, becquées et membrées de gueules.         |
| Blason de Cornillé | Détails | Armes parlantes. (corneilles) Le statut officiel du blason reste à déterminer. |

| Blason de Corps-Nuds | Blason  | De gueules à un dextrochère armé d'argent, mouvant de senestre, tenant un coq d'or, au chef d'argent chargé de 3 roses d'azur boutonnées d'or |
| Blason de Corps-Nuds | Détails | Le statut officiel du blason reste à déterminer.                                                                                              |
| Blason de Corps-Nuds | Alias   | De sable à trois bustes de femme nue d'argent.                                                                                                |

| Blason de Crouais (Le) | Blason  | D'or à trois croisettes pattées de gueules.      |
| Blason de Crouais (Le) | Détails | Le statut officiel du blason reste à déterminer. |

| Blason de Couyère (La) | Blason  | D’azur à trois gerbes de blé d’or.               |
| Blason de Couyère (La) | Détails | Le statut officiel du blason reste à déterminer. |

Pas d'information pour les communes suivantes : Campel, Chancé, Chanteloup (Ille-et-Vilaine), Chantepie, La Chapelle-aux-Filtzméens, La Chapelle-Bouëxic, La Chapelle-Chaussée, La Chapelle-de-Brain, La Chapelle-Erbrée, La Chapelle-Janson, La Chapelle-Saint-Aubert, Chavagne, Chelun, Cintré, Comblessac, Combourtillé, Crevin, Cuguen
- Haut – A
- B
- C
- D
- E
- F
- G
- H
- I
- J
- K
- L
- M
- N
- O
- P
- Q
- R
- S
- T
- U
- V
- W
- X
- Y
- Z

## D
| Blason de Dinard | Blason  | De sinople à la croix d'hermine, chaque canton chargé d'un pal de gueules.                                                                                        |
| Blason de Dinard | Détails | * Il y a là non-respect de la règle de contrariété des couleurs : ces armes sont fautives (gueules sur sinople). Le statut officiel du blason reste à déterminer. |

| Blason de Dol-de-Bretagne | Blason  | D'or à trois losanges d'azur chargées chacune d'une billette d'argent surchargée d'une moucheture d'hermine de sable, au chef de France. |
| Blason de Dol-de-Bretagne | Détails | Le statut officiel du blason reste à déterminer.                                                                                         |

| Blason de Domagné | Blason  | D'argent au chevron de sable accompagné de trois tourteaux de gueules. |
| Blason de Domagné | Détails | Le statut officiel du blason reste à déterminer.                       |

| Blason de Domloup | Blason  | D'azur au chevron d'argent accompagné de trois quintefeuilles du même. Devise / CriDomloup, naturellement. |
| Blason de Domloup | Détails | Le statut officiel du blason reste à déterminer.                                                           |

| Blason de Drouges | Blason  | D'azur à un croissant d'argent accompagné de trois trèfles d'or. |
| Blason de Drouges | Détails | Le statut officiel du blason reste à déterminer.                 |

Pas d'information pour les communes suivantes : Dingé, Domalain, La Dominelais, Dompierre-du-Chemin, Dourdain
- Haut – A
- B
- C
- D
- E
- F
- G
- H
- I
- J
- K
- L
- M
- N
- O
- P
- Q
- R
- S
- T
- U
- V
- W
- X
- Y
- Z

## E
| Blason de Eancé | Blason  | D'azur à une gerbe de blé d'or liée de gueules ; au chef d'argent chargé de deux flèches de sinople passées en sautoir et traversant un annelet de sable en cœur. |
| Blason de Eancé | Détails | Le statut officiel du blason reste à déterminer. |

| Blason de Erbrée | Blason  | De sable à deux lions affrontés d'argent soutenant un écusson du même chargé de trois molettes d'éperon du champ. |
| Blason de Erbrée | Détails | Le statut officiel du blason reste à déterminer.                                                                  |

| Blason de Étrelles | Blason  | De gueules à l’épée haute d’argent, à deux clefs du même passées en sautoir et brochant sur l’épée ; au chef d’hermine. |
| Blason de Étrelles | Détails | Le statut officiel du blason reste à déterminer.                                                                        |

Pas d'information pour les communes suivantes : Epiniac, Ercé-en-Lamée, Ercé-près-Liffré, Essé
- Haut – A
- B
- C
- D
- E
- F
- G
- H
- I
- J
- K
- L
- M
- N
- O
- P
- Q
- R
- S
- T
- U
- V
- W
- X
- Y
- Z

## F
| Blason de Fougères | Blason  | D'or à la plante de fougère de trois pièces de sinople, arrachée de sable, au chef cousu d'argent chargé de trois mouchetures d'hermine de sable. Ornements extérieursCroix de guerre 1939-1945. |
| Blason de Fougères | Détails | Armes parlantes. * Il y a là non-respect de la règle de contrariété des couleurs : ces armes sont fautives (argent sur or). Officiel                                                             |

Pas d'information pour les communes suivantes : Feins, Le Ferré, Fleurigné, La Fontenelle (Ille-et-Vilaine), Forges-la-Forêt, La Fresnais
- Haut – A
- B
- C
- D
- E
- F
- G
- H
- I
- J
- K
- L
- M
- N
- O
- P
- Q
- R
- S
- T
- U
- V
- W
- X
- Y
- Z

## G
| Blason de Gaël | Blason  | De gueules à la croix alésée d’argent, gringolée d'or.         |
| Blason de Gaël | Détails | La municipalité porte ce blason, mais avec les émaux inversés. |

| Blason de Gahard | Blason  | D'argent à la croix de gueules cantonnée de quatre annelets du même. |
| Blason de Gahard | Détails | Le statut officiel du blason reste à déterminer.                     |

| Blason de Gennes-sur-Seiche | Blason  | D'azur à trois loups d'or.                       |
| Blason de Gennes-sur-Seiche | Détails | Le statut officiel du blason reste à déterminer. |

| Blason de Gévezé | Blason  | D'azur aux six billettes d'argent ordonnées 3, 2 et 1, au chef du champ chargé de trois targes du second.    |
| Blason de Gévezé | Détails | Blason de la famille de Lescu, comte de Beauvais en Gévezé. Le statut officiel du blason reste à déterminer. |

| Blason de Gouesnière (La) | Blason  | D'argent à un lion de gueules couronné d'or.     |
| Blason de Gouesnière (La) | Détails | Le statut officiel du blason reste à déterminer. |

| Blason de Goven | Blason  | De vair à la fasce de gueules chargée d'un huchet d'or lié et virolé de sable. |
| Blason de Goven | Détails | Le statut officiel du blason reste à déterminer.                               |

| Blason de Grand-Fougeray | Blason  | D'hermine à la tour de gueules chargée d'une vache d'or, la queue fourchée passant entre les jambes et remontant au-dessus du dos. |
| Blason de Grand-Fougeray | Détails | Le statut officiel du blason reste à déterminer.                                                                                   |

| Blason de Guerche-de-Bretagne (La) | Blason  | De gueules à trois léopards d’argent l'un sur l'autre. |
| Blason de Guerche-de-Bretagne (La) | Détails | Le statut officiel du blason reste à déterminer.       |

| Blason de Guichen | Blason  | D'or à deux sapins de sinople, à l'étai d'argent brochant sur le tout, au chef d'azur chargé de quatre mouchetures d'hermine du champ. |
| Blason de Guichen | Détails | Le statut officiel du blason reste à déterminer.                                                                                       |

| Blason de Guignen | Blason  | De gueules au casque d'argent taré de profil, accompagné de trois têtes de loup arrachées du même. |
| Blason de Guignen | Détails | Le statut officiel du blason reste à déterminer.                                                   |

| Blason de Guipry—Messac | Blason  | Ecartelé : au 1er d’azur au chef coupé de sinople et d’argent, à la nef du même voguant sur une mer du même et brochant sur l'argent du chef ; aux 2d et 3e d’or au filet en sautoir de gueules cantonné de quatre étoiles de sable, au 4e d’azur au chef coupé de sinople et d’argent, à la tente adextrée d'un feu brochant sur une nuée, le tout aussi d'argent, brochant sur l'argent du chef. |
| Blason de Guipry—Messac | Détails | Le statut officiel du blason reste à déterminer. |

Pas d'information pour les communes suivantes : Gosné, Guipel
- Haut – A
- B
- C
- D
- E
- F
- G
- H
- I
- J
- K
- L
- M
- N
- O
- P
- Q
- R
- S
- T
- U
- V
- W
- X
- Y
- Z

## H
| Blason de Hédé | Blason  | D'argent au chevron de sinople accompagné de trois mouchetures d'hermine de sable, au chef cousu aussi d'argent chargé de cinq mouchetures d'hermine de sable. |
| Blason de Hédé | Détails | Le statut officiel du blason reste à déterminer. |

| Blason de Hirel | Blason  | D'argent à la barre d'azur, accompagnée en pointe d'une croisette pattée de gueules, et en chef d'un écusson d'azur à la bande d'argent chargée de trois tourteaux de gueules et accompagnée en chef d'une étoile à six rais d'argent. |
| Blason de Hirel | Détails | Le statut officiel du blason reste à déterminer. |

Pas d'information pour les communes suivantes : L'Hermitage
- Haut – A
- B
- C
- D
- E
- F
- G
- H
- I
- J
- K
- L
- M
- N
- O
- P
- Q
- R
- S
- T
- U
- V
- W
- X
- Y
- Z

## I
| Blason de Iffendic | Blason  | Taillé de gueules à l'aigle d'argent membrée d'or, chargé d'un écusson du champ, lequel est surchargé de deux coupes du second passées en sautoir ; et d'or au menhir du lieu de sable. |
| Blason de Iffendic | Détails | Le statut officiel du blason reste à déterminer. |

| Blason de Irodouër | Blason  | D'argent à la bande de gueules chargée de trois macles du premier. |
| Blason de Irodouër | Détails | Le statut officiel du blason reste à déterminer.                   |

Pas d'information pour les communes suivantes : Les Iffs
- Haut – A
- B
- C
- D
- E
- F
- G
- H
- I
- J
- K
- L
- M
- N
- O
- P
- Q
- R
- S
- T
- U
- V
- W
- X
- Y
- Z

## J
| Blason de Janzé | Blason  | D'azur aux trois bandes d'argent chargées de 6 mouchetures d'hermine de sable dans le sens de la bande, 1 dans la 1re, 3 dans la 2e et 2 dans la 3e. |
| Blason de Janzé | Détails | Le statut officiel du blason reste à déterminer. |

Pas d'information pour les communes suivantes : Javené
- Haut – A
- B
- C
- D
- E
- F
- G
- H
- I
- J
- K
- L
- M
- N
- O
- P
- Q
- R
- S
- T
- U
- V
- W
- X
- Y
- Z

## L
| Blason de Laignelet | Blason  | D'azur au chef denché d'or.                      |
| Blason de Laignelet | Détails | Le statut officiel du blason reste à déterminer. |

| Blason de Laillé | Blason  | D’azur à deux épées versées d’argent garnies d’or, passées en sautoir, au chef échiqueté de gueules et d’argent de deux tires.         |
| Blason de Laillé | Détails | Une sculpture en bronze de ce blason est accroché à la façade de la Mairie de Laillé. Le statut officiel du blason reste à déterminer. |

| Blason de Landujan | Blason  | D'azur à la fasce fuselée de quatre pièces d'argent. |
| Blason de Landujan | Détails | Le statut officiel du blason reste à déterminer.     |

| Blason de Langan | Blason  | De sable à un léopard couronné d'argent.         |
| Blason de Langan | Détails | Le statut officiel du blason reste à déterminer. |

| Blason de Langon | Blason  | D'argent à un fer d'angon de sable ; chapé à dextre d'azur à une moucheture d'hermine du champ et à senestre de gueules à un épi de blé d'or ; à la champagne de sinople chargée de trois pierres au naturel brochant sur le tout. |
| Blason de Langon | Détails | Armes parlantes. (fer d'angon) Le statut officiel du blason reste à déterminer. |

| Blason de Lécousse | Blason  | Parti d'argent et de sable, à Saint Martin cavalier d'or partageant son manteau doublé d'hermine avec son épée d'argent, adextré en son chef de deux sabots de sable posés en pal adossés et rangés en barre, celui de la pointe renversé. |
| Blason de Lécousse | Détails | Le statut officiel du blason reste à déterminer. |

| Blason de Liffré | Blason  | Taillé de sinople et de gueules, chaque partition chargée de deux étoiles d'or rangées en barre. |
| Blason de Liffré | Détails | Le statut officiel du blason reste à déterminer.                                                 |

| Blason de Lillemer | Blason  | D'azur à trois pals d'or, au chef de sable chargé de trois quintefeuilles du second, le chef soutenu et surmonté d'argent. |
| Blason de Lillemer | Détails | Le statut officiel du blason reste à déterminer.                                                                           |

| Blason de Livré-sur-Changeon | Blason  | Fascé d’or et d’azur de six pièces, à la croix ancrée de gueules brochant sur le tout. |
| Blason de Livré-sur-Changeon | Détails | Le statut officiel du blason reste à déterminer.                                       |

| Blason de Lohéac | Blason  | De vair plain.                                   |
| Blason de Lohéac | Détails | Le statut officiel du blason reste à déterminer. |

| Blason de Longaulnay | Blason  | D'azur au sautoir d'argent. |
| Blason de Longaulnay | Détails | Reprise des armoiries de la famille de Longaulnay, de la noblesse normande : D'azur au sautoir d'argent. Le statut officiel du blason reste à déterminer. |

| Blason de Louvigné-de-Bais | Blason  | Coupé d'argent à un lion issant de gueules armé d'or, et d'un losangé de gueules et d'or, à la croix pattée de sable brochant ; le tout enfermé dans une bordure d'azur chargée de neuf macles d'or. |
| Blason de Louvigné-de-Bais | Détails | Différences entre dessin et blasonnement : losangé. Blason officiel depuis l'obtention du statut de ville en 1560                                                                                    |

| Blason de Louvigné-du-Désert | Blason  | Taillé d'argent à l'église du lieu en ombre de sable, essorée et maçonnée de sable ; et de sinople à la gerbe de blé d'or. |
| Blason de Louvigné-du-Désert | Détails | Le statut officiel du blason reste à déterminer.                                                                           |

Pas d'information pour les communes suivantes : Lalleu, Landavran, Landéan, Langouet, Lanhélin, Lanrigan, Lassy (Ille-et-Vilaine), Lieuron, Le Loroux, Le Lou-du-Lac, Lourmais, Loutehel, Luitré
- Haut – A
- B
- C
- D
- E
- F
- G
- H
- I
- J
- K
- L
- M
- N
- O
- P
- Q
- R
- S
- T
- U
- V
- W
- X
- Y
- Z

## M
| Blason de Marcillé-Robert | Blason  | De gueules à un lion d’or surmonté d’un lambel du même. |
| Blason de Marcillé-Robert | Détails | Le statut officiel du blason reste à déterminer.        |

| Blason de Martigné-Ferchaud | Blason  | D'argent à la quintefeuille de gueules.          |
| Blason de Martigné-Ferchaud | Détails | Le statut officiel du blason reste à déterminer. |

| Blason de Maure-de-Bretagne | Blason  | De gueules à un croissant de vair.               |
| Blason de Maure-de-Bretagne | Détails | Le statut officiel du blason reste à déterminer. |

| Blason de Maxent | Blason  | D'argent aux trois chevrons de gueules accompagnés de trois croisettes tréflées du même. |
| Blason de Maxent | Détails | Le statut officiel du blason reste à déterminer.                                         |

| Blason de Mecé | Blason  | D'argent, à trois lézards de sable.              |
| Blason de Mecé | Détails | Le statut officiel du blason reste à déterminer. |

| Blason de Melesse | Blason  | D'or à la bande fuselée de sable.                |
| Blason de Melesse | Détails | Le statut officiel du blason reste à déterminer. |

| Blason de Mernel | Blason  | D'or aux deux chevrons de gueules, au chef du même chargé d'une hermine au naturel colletée du champ. |
| Blason de Mernel | Détails | Le statut officiel du blason reste à déterminer.                                                      |

| Blason de Messac | Blason  | Écartelé: au 1er d'azur à trois croissants d'argent, au 2e d'argent au corbeau de sable, becqué d'azur, au 3e d'argent à trois arbres de sinople, au 4e de gueules au lion d'argent, couronné, lampassé et armé d'or; sur le tout, d'argent à la moucheture d'hermine de sable. |
| Blason de Messac | Détails | Conflit héraldique : le blasonnement annonce "trois arbres de sinople" ; le dessin n'en montre que deux. Le statut officiel du blason reste à déterminer. |

| Blason de Mézière (La) | Blason  | Coupé crénelé de trois merlons et deux demis : au premier d'argent au cerf de gueules ramé d'or, au second d'azur aux onze billettes d'argent, ordonnées 4, 3 et 4, chargées chacune d'une moucheture d'hermine de sable. |
| Blason de Mézière (La) | Détails | Le statut officiel du blason reste à déterminer. |

| Blason de Miniac-Morvan | Blason  | De gueules aux deux clefs d'or passées en sautoir. |
| Blason de Miniac-Morvan | Détails | Le statut officiel du blason reste à déterminer.   |

| Blason de Mont-Dol | Blason  | D'azur au monde d'or.                                                                                    |
| Blason de Mont-Dol | Détails | Armes parlantes. (jeu de mots : Mont-Dol et monde d'or) Le statut officiel du blason reste à déterminer. |

| Blason de Montauban-de-Bretagne | Blason  | De gueules aux sept macles d'or ordonnées 3, 3 et 1, surmontées d'un lambel de quatre pendants d'argent.                                                         |
| Blason de Montauban-de-Bretagne | Détails | Dérivé des armoiries de Rohan-Montauban : De gueules à neuf macles d'or, posés 3, 3 et 3 et au lambel d'argent. Le statut officiel du blason reste à déterminer. |
| Blason de Montauban-de-Bretagne | Alias   | Blasonnement inconnu |

| Blason de Monterfil | Blason  | D'argent à trois fasces de gueules à l'épée renversée d'argent garnie d'or plantée dans une montagne de sable, l'épée senestrée d'une moucheture d'hermine de sable |
| Blason de Monterfil | Détails | Le statut officiel du blason reste à déterminer. |

| Blason de Montfort-sur-Meu | Blason  | D'argent à la croix ancrée de gueules gringolée d'or de huit pièces. |
| Blason de Montfort-sur-Meu | Détails | Le statut officiel du blason reste à déterminer.                     |

| Blason de Montgermont | Blason  | Losangé d'or et de gueules, à la fasce d'azur frettée de six pièces d'argent brochant sur le tout. |
| Blason de Montgermont | Détails | Le statut officiel du blason reste à déterminer.                                                   |

| Blason de Monthault | Blason  | Parti: au 1er de sable au rocher couché d'argent et au sapin du même brochant à dextre, au 2e d'argent au portail d'église de sable, ouverte et ajourée du champ; au chef parti d'argent à la moucheture d'hermine de sable et de sable à la plante de fougère feuillée de trois pièces d'argent. |
| Blason de Monthault | Détails | Le statut officiel du blason reste à déterminer. |

| Blason de Montreuil-sur-Ille | Blason  | D'azur à la fasce ondée abaissée d'argent, accompagnée en chef à dextre d'un dextrochère paré d'or à l'index tendu, mouvant du flanc, à senestre d'un œil aussi d'argent et en pointe d'une tour cousue de sable.            |
| Blason de Montreuil-sur-Ille | Détails | * Il y a là non-respect de la règle de contrariété des couleurs : ces armes sont fautives. (sable/azur) Armes parlantes. (jeu de mots sur Montreuil : l'index montre l'œil) Le statut officiel du blason reste à déterminer. |

| Blason de Mordelles | Blason  | De gueules au croissant d'or.                    |
| Blason de Mordelles | Détails | Le statut officiel du blason reste à déterminer. |

| Blason de Mouazé | Blason  | D'argent au chevron d'azur, accompagné de trois trèfles de sinople. |
| Blason de Mouazé | Détails | Le statut officiel du blason reste à déterminer.                    |

Pas d'information pour les communes suivantes : Marcillé-Raoul, Mecé, Médréac, Meillac, Mellé, Mézières-sur-Couesnon, Miniac-sous-Bécherel, Le Minihic-sur-Rance, Mondevert, Montautour, Montours, Montreuil-des-Landes, Montreuil-le-Gast, Montreuil-sous-Pérouse, Moulins (Ille-et-Vilaine), Moussé, Moutiers (Ille-et-Vilaine), Muel (Ille-et-Vilaine)
- Haut – A
- B
- C
- D
- E
- F
- G
- H
- I
- J
- K
- L
- M
- N
- O
- P
- Q
- R
- S
- T
- U
- V
- W
- X
- Y
- Z

## N
| Blason de Noyal-sur-Vilaine | Blason  | De sable au bourdon de pèlerin d’or, accosté de deux arbres du même. |
| Blason de Noyal-sur-Vilaine | Détails | Le statut officiel du blason reste à déterminer.                     |

Pas d'information pour les communes suivantes : La Noë-Blanche, La Nouaye, Nouvoitou, Noyal-sous-Bazouges
- Haut – A
- B
- C
- D
- E
- F
- G
- H
- I
- J
- K
- L
- M
- N
- O
- P
- Q
- R
- S
- T
- U
- V
- W
- X
- Y
- Z

## O
Pas d'information pour les communes suivantes : Orgères (Ille-et-Vilaine), Ossé

## P
| Blason de Pacé | Blason  | D'argent au senestrochère vêtu et ganté de gueules, mouvant du flanc dextre, tenant un faucon contourné de sable et membré d'or. |
| Blason de Pacé | Détails | Le statut officiel du blason reste à déterminer.                                                                                 |

| Blason de Paimpont | Blason  | D'hermine à un tourteau d'azur chargé de trois couronnes ducales d'or. |
| Blason de Paimpont | Détails | Le statut officiel du blason reste à déterminer.                       |

| Blason de Paramé | Blason  | D'azur à la galère d'or ; au franc-canton d'argent à l'aigle bicéphale de sable, becquée et membrée de gueules. |
| Blason de Paramé | Détails | Le statut officiel du blason reste à déterminer.                                                                |

| Blason de Parigné | Blason  | D'argent à la croix de sable.                    |
| Blason de Parigné | Détails | Le statut officiel du blason reste à déterminer. |

| Blason de Parthenay-de-Bretagne | Blason  | D'azur au chevron componé de sept pièces d'argent et de sable, accompagné en chef d'une herse d'or issante et en pointe d'un écusson d'argent chargé d'une croix pattée alésée de sable. |
| Blason de Parthenay-de-Bretagne | Détails | Le statut officiel du blason reste à déterminer. |

| Blason de Pertre (Le) | Blason  | D'argent à la croix patriarcale d'azur.          |
| Blason de Pertre (Le) | Détails | Le statut officiel du blason reste à déterminer. |

| Blason de Pipriac | Blason  | De sinople à un livre ouvert d'or, à la champagne d'argent maçonnée du champ, au chef d'hermine. |
| Blason de Pipriac | Détails | Le statut officiel du blason reste à déterminer.                                                 |

| Blason de Piré-sur-Seiche | Blason  | D'or à une hure de sanglier de sable arrachée de gueules, allumée et défendue d'argent. |
| Blason de Piré-sur-Seiche | Détails | Le statut officiel du blason reste à déterminer.                                        |

| Blason de Pleine-Fougères | Blason  | D'azur au château d'argent maçonné de sable mouvant de la pointe, au chef d'hermine. |
| Blason de Pleine-Fougères | Détails | Le statut officiel du blason reste à déterminer.                                     |

| Blason de Plerguer | Blason  | D'azur au cheval cabré d'argent, au chef du même semé alternativement de bouquets de trois cerises de gueules feuillés de deux pièces de sinople et de bouquets de trois feuilles de pomme de terre du même. |
| Blason de Plerguer | Détails | Le statut officiel du blason reste à déterminer. |

| Blason de Plesder | Blason  | Taillé de gueules à quatre moitiés d'annelets d'or adossées et accolées en croix, et d'azur à l'arbre stylisé de sinople bordé d'argent ; à la cotice en barre d'or brochant sur la partition ; au chef d'argent surmonté de pourpre chargé de quatre mouchetures d'hermine de sable. |
| Blason de Plesder | Détails | Le statut officiel du blason reste à déterminer. |

| Blason de Pleurtuit | Blason  | Écartelé : au 1er de sinople au navire de trois mâts d'or, au 2d d'argent aux deux clefs de gueules passées en sautoir, aux pannetons de sable, cantonnées en chef d'une moucheture d'hermine du même, au 3e d'argent à la gerbe de blé de gueules liée de sable, au 4e de sinople au vol d'argent soutenu d'un petit annelet d'or. |
| Blason de Pleurtuit | Détails | Différences entre dessin et blasonnement : le blason tel quel ci-contre est fautif, mais le blasonnement corrige l'erreur. Lequel est le bon ?. Le statut officiel du blason reste à déterminer. |

| Blason de Poilley | Blason  | Parti d'argent et d'azur au lion brochant de gueules, couronné et lampassé d'or. |
| Blason de Poilley | Détails | Le statut officiel du blason reste à déterminer.                                 |

| Blason de Pont-Péan | Blason  | De gueules au pont d'argent, maçonné de sable, sur des ondes d'or, sommé de deux lions léopardés affrontés du même, mouvant des flancs, soutenant une roue dentée aussi de sable chargée d'une pièce de monnaie française de 1 franc au naturel. |
| Blason de Pont-Péan | Détails | * Il y a là non-respect de la règle de contrariété des couleurs : ces armes sont fautives (sable sur gueules). |

Pas d'information pour les communes suivantes : Pancé, Parcé, Le Petit-Fougeray, Pléchâtel, Plélan-le-Grand, Pleugueneuc, Pleumeleuc, Pocé-les-Bois, Poligné, Princé
- Haut – A
- B
- C
- D
- E
- F
- G
- H
- I
- J
- K
- L
- M
- N
- O
- P
- Q
- R
- S
- T
- U
- V
- W
- X
- Y
- Z

## Q
| Blason de Québriac | Blason  | D'azur à trois fleurs de lys d'argent.           |
| Blason de Québriac | Détails | Le statut officiel du blason reste à déterminer. |

| Blason de Quédillac | Blason  | Parti d'argent aux trois fasces de gueules, et d'un bandé du premier et du second ; sur le tout de gueules au fermail d'argent. |
| Blason de Quédillac | Détails | Différences entre dessin et blasonnement : bandé. Le statut officiel du blason reste à déterminer.                              |

- Haut – A
- B
- C
- D
- E
- F
- G
- H
- I
- J
- K
- L
- M
- N
- O
- P
- Q
- R
- S
- T
- U
- V
- W
- X
- Y
- Z

## R
| Blason de Redon | Blason  | D'azur à un vaisseau équipé et habillé d'argent, voguant sur des ondes du même mouvant de la pointe, au chef du même chargé de cinq mouchetures d'hermine de sable. |
| Blason de Redon | Détails | Le statut officiel du blason reste à déterminer. |

| Blason de Rennes | Blason  | Palé d'argent et de sable de six pièces, au chef d'argent chargé de cinq mouchetures d'hermine de sable. |
| Blason de Rennes | Détails | Le statut officiel du blason reste à déterminer.                                                         |

| Blason de Retiers | Blason  | De gueules fretté de dix pièces d'hermine.       |
| Blason de Retiers | Détails | Le statut officiel du blason reste à déterminer. |

| Blason de Rheu (Le) | Blason  | D'argent à la fasce de gueules accompagnée de trois marmites de sable aux anses du champ et ardentes du second, à la bordure componée d'or et de sable. |
| Blason de Rheu (Le) | Détails | Le statut officiel du blason reste à déterminer. |

| Blason de Richardais (La) | Blason  | Taillé de gueules à la tiare d'argent et l'ancre croisetée d'or brochant, et de sinople à une roue de moulin d'or ; à la cotice en barre d'argent, chargée de neuf mouchetures d'hermine de sable posées à plomb, brochant sur la partition. |
| Blason de Richardais (La) | Détails | Le statut officiel du blason reste à déterminer. |

| Blason de Romagné | Blason  | Écartelé aux 1er et 4e d'argent à trois mouchetures d'hermine de sable, au 2d d'or à la hure de sanglier arrachée de sable, allumée et défendue du champ, au 3e d'or à la branche de fougère feuillée de deux pièces de sinople. |
| Blason de Romagné | Détails | Le statut officiel du blason reste à déterminer. |

| Blason de Romillé | Blason  | D'argent à l'aigle de sable, becquée, lampassée et armée de gueules, chargée d'un écusson d'or surchargé d'une croix latine de gueules aiguisée en chef, mouvant de la pointe, supportant sur ses bras une étoffe d'azur, au chef d'azur semé de fleurs de lys du champ. |
| Blason de Romillé | Détails | Le statut officiel du blason reste à déterminer. |

Pas d'information pour les communes suivantes : Rannée, Renac, Rimou, Romazy, Roz-sur-Couesnon
- Haut – A
- B
- C
- D
- E
- F
- G
- H
- I
- J
- K
- L
- M
- N
- O
- P
- Q
- R
- S
- T
- U
- V
- W
- X
- Y
- Z

## S
| Blason de Saint-Aubin-d'Aubigné | Blason  | Parti de gueules à quatre fusées rangées en fasce, accompagnées de six besants rangés en fasce trois en chef et trois en pointe, le tout d'argent ; et d'un fuselé d'or et de sinople ; au filet d'argent brochant sur la partition, sur le tout une filière du même. |
| Blason de Saint-Aubin-d'Aubigné | Détails | Le statut officiel du blason reste à déterminer. |

| Blason de Saint-Aubin-du-Cormier | Blason  | Échiqueté d'azur et d'or de six tires, au franc-canton d'hermine. |
| Blason de Saint-Aubin-du-Cormier | Détails | Le statut officiel du blason reste à déterminer.                  |

| Blason de Saint-Briac-sur-Mer | Blason  | D'azur à un pont courbé de trois arches d'argent maçonné de sable et mouvant des flancs, posé sur une champagne du champ. |
| Blason de Saint-Briac-sur-Mer | Détails | Le statut officiel du blason reste à déterminer.                                                                          |

| Blason de Saint-Brice-en-Coglès | Blason  | Palé d'or et de gueules de six pièces.           |
| Blason de Saint-Brice-en-Coglès | Détails | Le statut officiel du blason reste à déterminer. |

| Blason de Saint-Broladre | Blason  | De sable à un bourdon de pèlerin d'argent, accosté des lettres S et B capitales d'or. |
| Blason de Saint-Broladre | Détails | Le statut officiel du blason reste à déterminer.                                      |

| Blason de Saint-Coulomb | Blason  | De sinople à la croix de sable* chargée d'une crosse abbatiale d'argent, cantonnée de quatre châteaux (malouinières) d'or ouverts, ajourés et essorés de sable. |
| Blason de Saint-Coulomb | Détails | * Il y a là non-respect de la règle de contrariété des couleurs : ces armes sont fautives (sable sur sinople). Le statut officiel du blason reste à déterminer. |

| Blason de Saint-Didier | Blason  | D'argent fretté de gueules.                                                                                       |
| Blason de Saint-Didier | Détails | Ce blason reprend les armes de la famille noble de Saint-Didier. Le statut officiel du blason reste à déterminer. |

| Blason de Saint-Georges-de-Gréhaigne | Blason  | De sinople à un bourdon de pèlerin d'or, accosté des lettres S et G capitales du même. |
| Blason de Saint-Georges-de-Gréhaigne | Détails | Le statut officiel du blason reste à déterminer.                                       |

| Blason de Saint-Georges-de-Reintembault | Blason  | D'azur à la bande d'argent chargée de trois bouquets de houx feuillés de deux pièces de sinoples et fruités de cinq pièces de gueules, accompagné en chef de Saint Georges d'or à cheval terrassant le dragon et en pointe de cinq fleurs de crocus d'argent. |
| Blason de Saint-Georges-de-Reintembault | Détails | Le statut officiel du blason reste à déterminer. |

| Blason de Saint-Germain-sur-Ille | Blason  | D'argent à un mont de trois coupeaux de sable sur une mer d'azur mouvant de la pointe, au chef parti de gueules à une mitre d'or et du troisième à une épée basse du champ brochant sur deux clefs du même passées en sautoir, le tout accompagné de quatre fleurs de lys d'or ordonnées 2 et 2. |
| Blason de Saint-Germain-sur-Ille | Détails | Le statut officiel du blason reste à déterminer. |

| Blason de Saint-Gilles | Blason  | D'azur semé de fleurs de lys d'argent.           |
| Blason de Saint-Gilles | Détails | Le statut officiel du blason reste à déterminer. |

| Blason de Saint-Gondran | Blason  | De gueules à cinq rocs d'échiquier d’argent ordonnés en sautoir. |
| Blason de Saint-Gondran | Détails | Le statut officiel du blason reste à déterminer.                 |

| Blason de Saint-Grégoire | Blason  | De sable à deux épées basses d'argent passées en sautoir. |
| Blason de Saint-Grégoire | Détails | Le statut officiel du blason reste à déterminer.          |

| Blason de Saint-Guinoux | Blason  | Écartelé d'argent à la bande fuselée de sable, du second à trois maquereaux du premier nageant l'un sur l'autre. |
| Blason de Saint-Guinoux | Détails | Le statut officiel du blason reste à déterminer.                                                                 |

| Blason de Saint-Hilaire-des-Landes | Blason  | D'hermine au chef denté d'argent.                |
| Blason de Saint-Hilaire-des-Landes | Détails | Le statut officiel du blason reste à déterminer. |

| Blason de Saint-Jouan-des-Guérets | Blason  | Écartelé : aux 1er et 4e d'argent à trois mouchetures d'hermine de sable mal ordonnées, au deuxième d'azur à un chou-fleur d'or, au troisième d'azur à une crosse issant d'une barque celte contournée, l'aviron en barre, le tout d'or. Devise / Cri"fluctu terraquena" |
| Blason de Saint-Jouan-des-Guérets | Détails | Les hermines marquent l'appartenance à la Bretagne, le chou-fleur évoque les cultures maraîchères et la barque celtique rappelle l'arrivée de Saint-Budoc. Le statut officiel du blason reste à déterminer.                                                              |

| Blason de Saint-Lunaire | Blason  | De sinople à un pont d'une arche et deux demies d'or, maçonné de sable, à trois canettes d'argent, becquées et membrées d'or, passantes sur le pont. |
| Blason de Saint-Lunaire | Détails | Le statut officiel du blason reste à déterminer. |

| Blason de Saint-M'Hervé | Blason  | Échiqueté de gueules et d'hermine.                                                         |
| Blason de Saint-M'Hervé | Détails | Différences entre dessin et blasonnement. Le statut officiel du blason reste à déterminer. |

| Blason de Saint-Malo | Blason  | De gueules à une herse d'or mouvante de la pointe, surmontée d'une hermine passante d'argent, la pointe de la queue de sable, accolée d'or et écharpée d'hermine. |
| Blason de Saint-Malo | Détails | Le statut officiel du blason reste à déterminer. |

| Blason de Saint-Malon-sur-Mel | Blason  | D'argent à trois écureuils de gueules.           |
| Blason de Saint-Malon-sur-Mel | Détails | Le statut officiel du blason reste à déterminer. |

| Blason de Saint-Marc-sur-Couesnon | Blason  | De gueules à un léopard d'argent couronné d'or.  |
| Blason de Saint-Marc-sur-Couesnon | Détails | Le statut officiel du blason reste à déterminer. |

| Blason de Saint-Maugan | Blason  | D'azur au chevron d'or chargé de trois croisettes du champ.                  |
| Blason de Saint-Maugan | Détails | Le statut officiel du blason reste à déterminer.                             |
| Blason de Saint-Maugan | Alias   | D'hermine au coq de sable perché sur un rocher du même mouvant de la pointe. |

| Blason de Saint-Médard-sur-Ille | Blason  | D'azur semé alternativement de fleurs de lys d'argent et de papillons d'or. |
| Blason de Saint-Médard-sur-Ille | Détails | Le statut officiel du blason reste à déterminer.                            |

| Blason de Saint-Méen-le-Grand | Blason  | De gueules à trois écussons d’argent chargés chacun de trois mouchetures d’hermine de sable. |
| Blason de Saint-Méen-le-Grand | Détails | Le statut officiel du blason reste à déterminer.                                             |

| Blason de Saint-Méloir-des-Ondes | Blason  | Parti d'azur à une main dextre appaumée d'argent, et du même à deux fasces ondées de sinople ; le tout sommé d'un chef d'or chargé d'une fleur de lys de gueules, accostée de deux coquilles d'argent. [*] |
| Blason de Saint-Méloir-des-Ondes | Détails | * Il y a là non-respect de la règle de contrariété des couleurs : ces armes sont fautives (argent sur or). Le statut officiel du blason reste à déterminer.                                                |

| Blason de Saint-Onen-la-Chapelle | Blason  | D'argent a un tourteau de gueules accompagné de trois coquilles du même. |
| Blason de Saint-Onen-la-Chapelle | Détails | Le statut officiel du blason reste à déterminer.                         |

| Blason de Saint-Ouen-la-Rouërie | Blason  | D'argent à la bande de sable chargée de trois croissants du champ.                                                   |
| Blason de Saint-Ouen-la-Rouërie | Détails | Différences entre dessin et blasonnement : position des croissants. Le statut officiel du blason reste à déterminer. |

| Blason de Saint-Père-Marc-en-Poulet | Blason  | D'or à la bande d'azur coticée du même.          |
| Blason de Saint-Père-Marc-en-Poulet | Détails | Le statut officiel du blason reste à déterminer. |

| Blason de Saint-Pern | Blason  | D'azur à dix billettes évidées d’argent ordonnées 4, 3, 2 et 1.                                                 |
| Blason de Saint-Pern | Détails | Ce blason reprend les armes de la famille noble de Saint-Pern. Le statut officiel du blason reste à déterminer. |

| Blason de Saint-Pierre-de-Plesguen | Blason  | D'argent à deux clefs de sable passées en sautoir, au chef d'hermine. |
| Blason de Saint-Pierre-de-Plesguen | Détails | Le statut officiel du blason reste à déterminer.                      |

| Blason de Saint-Servan | Blason  | D'azur à un voilier contourné d'or pavillonné de sable et voguant sur une mer de sinople, senestré d'un rocher de sable (d'or) mouvant de la mer, lequel rocher est sommé d'une tour carrée essorée d'or, pavillonnée de sable (d'or) ; au chef d'argent chargé de cinq mouchetures d'hermine. |
| Blason de Saint-Servan | Détails | * Il y a là non-respect de la règle de contrariété des couleurs : ces armes sont fautives (sable et sinople sur azur). Le statut officiel du blason reste à déterminer. |

| Blason de Saint-Sulpice-la-Forêt | Blason  | D'argent à l'église de sinople, maçonnée et essorée de sable, à la barre palée de sable et d'argent de six pièces brochant. |
| Blason de Saint-Sulpice-la-Forêt | Détails | Le statut officiel du blason reste à déterminer.                                                                            |

| Blason de Saint-Thurial | Blason  | D'azur à une croix archiépiscopale tréflée terrassée d'argent, soutenue par deux chèvres affrontées du même. |
| Blason de Saint-Thurial | Détails | Le statut officiel du blason reste à déterminer.                                                             |

| Blason de Saulnières | Blason  | Bandé d'argent et de gueules de six pièces, au lion de sable couronné d'or, tenant dans sa dextre une croisette pattée du troisième, brochant sur le tout. |
| Blason de Saulnières | Détails | Le statut officiel du blason reste à déterminer. |

| Blason de Selle-en-Luitré (La) | Blason  | D'argent à la cotice en barre de sinople chargée de l'inscription « LA SELLE EN LUITRE » en lettres cursives d'argent, accompagnée en chef de trois mouchetures d'hermine de sable posées en bande et mal ordonnées et en pointe d'une feuille de fougère de sinople posée en barre. |
| Blason de Selle-en-Luitré (La) | Détails | Conflit héraldique : le blasonnement annonce "trois mouchetures d'hermine de sable" ; le dessin n'en montre que deux. Le statut officiel du blason reste à déterminer. |

| Blason de Sens-de-Bretagne | Blason  | Burelé d'or et de gueules de dix pièces.         |
| Blason de Sens-de-Bretagne | Détails | Le statut officiel du blason reste à déterminer. |

| Blason de Sixt-sur-Aff | Blason  | De sinople à une croix celtique d'or, le pied accosté de deux anilles d'argent, à la champagne (cousue) de sable chargée de six billettes couchées aussi d'argent ordonnées 3, 2 et 1 et au chef ondé du même à six mouchetures d'hermine de sable rangées en fasce. |
| Blason de Sixt-sur-Aff | Détails | * Il y a là non-respect de la règle de contrariété des couleurs : ces armes sont fautives (sable sur sinople). Le statut officiel du blason reste à déterminer. |

| Blason de Sougéal | Blason  | Écartelé : aux 1er et 4e d'argent à la plante de sinople fleurie d'or, aux 2e et 3e de gueules au canard colvert contourné, essorant, au naturel. |
| Blason de Sougéal | Détails | Adopté par la municipalité. |

Pas d'information pour les communes suivantes : Sains (Ille-et-Vilaine), Saint-Armel (Ille-et-Vilaine), Saint-Aubin-des-Landes, Saint-Aubin-du-Pavail, Saint-Benoît-des-Ondes, Saint-Brieuc-des-Iffs, Saint-Christophe-de-Valains, Saint-Christophe-des-Bois, Saint-Domineuc, Saint-Erblon (Ille-et-Vilaine), Saint-Étienne-en-Coglès, Saint-Ganton, Saint-Georges-de-Chesné, Saint-Germain-du-Pinel, Saint-Germain-en-Coglès, Saint-Gonlay, Saint-Jacques-de-la-Lande, Saint-Jean-sur-Couesnon, Saint-Jean-sur-Vilaine, Saint-Just (Ille-et-Vilaine), Saint-M'Hervon, Saint-Malo-de-Phily, Saint-Marc-le-Blanc, Saint-Marcan, Saint-Ouen-des-Alleux, Saint-Péran, Saint-Rémy-du-Plain, Saint-Sauveur-des-Landes, Saint-Séglin, Saint-Senoux, Saint-Suliac, Saint-Sulpice-des-Landes (Ille-et-Vilaine), Saint-Symphorien (Ille-et-Vilaine), Saint-Thual, Saint-Uniac, Sainte-Anne-sur-Vilaine, Sainte-Colombe (Ille-et-Vilaine), Sainte-Marie (Ille-et-Vilaine), Le Sel-de-Bretagne, La Selle-en-Coglès, La Selle-Guerchaise, Servon-sur-Vilaine
- Haut – A
- B
- C
- D
- E
- F
- G
- H
- I
- J
- K
- L
- M
- N
- O
- P
- Q
- R
- S
- T
- U
- V
- W
- X
- Y
- Z

## T
| Blason de Talensac | Blason  | D'azur à trois fusées d’argent rangées en fasce, surmontées de trois étoiles d'or. |
| Blason de Talensac | Détails | Le statut officiel du blason reste à déterminer.                                   |

| Blason de Teillay | Blason  | D’argent à la bande d’azur chargée de trois mouchetures d’hermine du champ, accompagnée en chef d'une branche de tilleul de sinople passées en sautoir avec une branche de chêne du même et en pointe de deux pics de mineur de gueules passés en sautoir. |
| Blason de Teillay | Détails | La bande d'azur représente l'eau, les hermines l'attachement à la Bretagne. Les deux pics de mineur rappellent quant à eux l'histoire minière du pays. La présence de la forêt a été intégrée dans le blason sous la forme d'une branche de chêne. Celle-ci est entrelacée d'une branche de tilleul, arbre qui a donné naissance au nom de la commune. Le statut officiel du blason reste à déterminer. |

| Blason de Thorigné-Fouillard | Blason  | D'hermine au lion coupé de gueules et de sinople. |
| Blason de Thorigné-Fouillard | Détails | Le statut officiel du blason reste à déterminer.  |

| Blason de Tiercent (Le) | Blason  | D'or à quatre fusées de sable accolées et rangées en fasce. |
| Blason de Tiercent (Le) | Détails | Le statut officiel du blason reste à déterminer.            |

| Blason de Tinténiac | Blason  | D'or à la jumelle d'azur, au bâton de gueules brochant sur le tout, à la bordure d'hermine. |
| Blason de Tinténiac | Détails | Le statut officiel du blason reste à déterminer.                                            |

| Blason de Torcé | Blason  | Écartelé de sable et d'argent au lion morné brochant de l'un en l'autre . |
| Blason de Torcé | Détails | Le statut officiel du blason reste à déterminer.                          |

| Blason à dessiner | Blason  | Écartelé: aux 1er et 4e d'or au chêne de gueules feuillé de sinople, aux 2e et 3e de sinople à la hache d'armes d'argent passée en sautoir avec une épée basse du même. |
| Blason à dessiner | Détails | Le statut officiel du blason reste à déterminer. |

| Blason de Tronchet (Le) | Blason  | De sable à une crosse d'argent accostée de deux fleurs de lys d'or. |
| Blason de Tronchet (Le) | Détails | Le statut officiel du blason reste à déterminer.                    |

Pas d'information pour les communes suivantes : Taillis (Ille-et-Vilaine), Le Theil-de-Bretagne, Thourie, Treffendel, Tremblay (Ille-et-Vilaine), Trémeheuc, Tresbœuf, Tressé, Trévérien, Trimer
- Haut – A
- B
- C
- D
- E
- F
- G
- H
- I
- J
- K
- L
- M
- N
- O
- P
- Q
- R
- S
- T
- U
- V
- W
- X
- Y
- Z

## V
| Blason de Vendel | Blason  | De gueules à trois gantelets d'argent.           |
| Blason de Vendel | Détails | Le statut officiel du blason reste à déterminer. |

| Blason à dessiner | Blason  | Taillé de ??? à une forêt d'aulnes de ???, et de ??? à un pont sur une rivière et sommé d'une forêt de ??? ; à la cotice en barre de ??? brochant sur la partition.                                           |
| Blason à dessiner | Détails | Une couleur n'est pas précisée dans le blasonnement ci-dessus. Veuillez faire apparaître la couleur inconnue en blanc (table d'attente) et l'argent en gris. Le statut officiel du blason reste à déterminer. |

| Blason de Vieux-Viel | Blason  | D'hermine à deux chevrons versés de gueules accompagnés en chef d'un casque romain d'or. |
| Blason de Vieux-Viel | Détails | Créé par JF Binon. Adopté le 20 novembre 2014.                                           |

| Blason de Villamée | Blason  | D'or à la croix ancrée de gueules.               |
| Blason de Villamée | Détails | Le statut officiel du blason reste à déterminer. |

| Blason de Vitré | Blason  | De gueules au lion d'argent, couronné d'or et armé de sable. |
| Blason de Vitré | Détails | Le statut officiel du blason reste à déterminer.             |

| Blason de Vivier-sur-Mer (Le) | Blason  | D'azur à l'aigle d'or.                           |
| Blason de Vivier-sur-Mer (Le) | Détails | Le statut officiel du blason reste à déterminer. |

Pas d'information pour les communes suivantes : Val-d'Izé, Vergéal, Le Verger, Vezin-le-Coquet, Vieux-Vy-sur-Couesnon, Vignoc, La Ville-ès-Nonais, Visseiche
- Haut – A
- B
- C
- D
- E
- F
- G
- H
- I
- J
- K
- L
- M
- N
- O
- P
- Q
- R
- S
- T
- U
- V
- W
- X
- Y
- Z